# Capsicum mirabile
Capsicum mirabile (syn. Capsicum buforum) ist eine Wildart aus der Gattung Paprika (Capsicum), die in den Regenwäldern Brasiliens vorkommt. Sie wurde 1846 erstmals botanisch beschrieben.

## Beschreibung
Capsicum mirabilis ist eine unbehaarte, krautige Pflanze, die Wuchshöhen zwischen 0,5 und 3 m erreicht. Die Sprossachse verzweigt gabelig, die Äste stehen auseinandergespreizt. Die 7,5 bis 10 cm langen, gestielten Laubblätter sind an der Spitze und der Basis spitz zulaufend. Auf der Unterseite sind sie nahe den Blattadern behaart. Die Blütenstände sind aus ein bis drei Blüten bestehende Zymen, die dichotom und meist gleichgestaltig verzweigen. Die Blütenstiele stehen seitwärts oder nach oben gerichtet. Der an der Frucht beständige Kelch ist schüssel- bis beinahe glockenförmig, unbehaart und mit fünf linealischen Kelchzähnen besetzt. Die sternförmige Krone hat einen Durchmesser von etwa 9 mm, sie ist weiß und besitzt violette Flecken auf den Kronlappen, das Innere der Kronröhre ist grünlich gefärbt. Die Staubfäden und die Staubbeutel sind gleich lang. Der Fruchtknoten ist abgerundet, die Narbe ist umgekehrt konisch geformt. Die Frucht ist eine erbsenförmige, zweikammerige, bei reife gelb-grüne Beere. Die großen Samen sind schwärzlich und nierenförmig bis kreisförmig. Die Pflanzen sind selbst-inkompatibel.
Die Chromosomenzahl ist {\displaystyle 2n=26}.

## Vorkommen

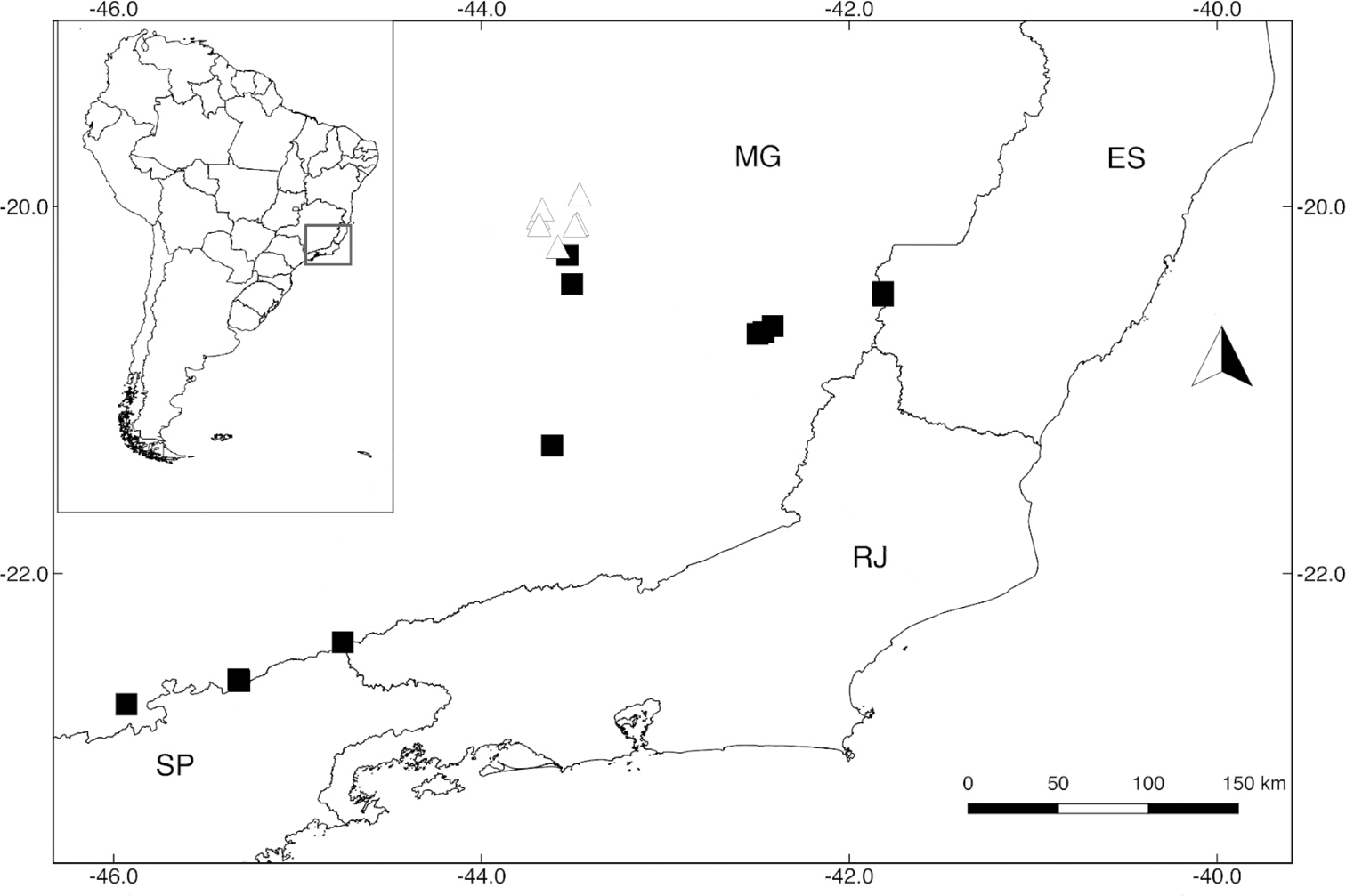
Verbreitung der Art (Quadratische Markierungen)

Die Art ist ein Endemit in den Brasilianischen Bundesstaaten Minas Gerais, Rio de Janeiro und São Paulo. Sie wächst dort an offenen, sumpfigen Plätzen in Regenwäldern.

## Systematik
Zur Einordnung der Art innerhalb der Gattung wurden Kreuzungsversuche mit anderen Arten durchgeführt, bei denen jedoch keine fruchtbaren Samen gebildet wurden. In Versuchen mit Capsicum mirabile als männlicher Part, entstanden bei Kreuzung mit einigen Capsicum praetermissum und Capsicum pubescens in den Früchten jeweils Samen mit unterentwickelten Embryonen, bei Kreuzungen mit Capsicum cardenasii, Capsicum eximium und anderen Capsicum praetermissum wurden in den Früchten nur die Samenhüllen gebildet. Die Kreuzungen mit Capsicum annuum, Capsicum chinense und Capsicum frutescens bildeten zwar Früchte, diese enthielten jedoch keine Samen. Kreuzungsversuche mit Capsicum baccatum, Capsicum lanceolatum und Capsicum tovarii waren erfolglos. Bei Versuchen, in denen C. mirabile den weiblichen Part der Kreuzung darstellte, gelang allein bei Capsicum pubescens eine Befruchtung, es wurde in den Früchten jedoch nur Samenhüllen ausgebildet. Diese Ergebnisse zeigen, dass C. mirabile systematisch weit von den untersuchten Arten entfernt ist.
Phylogenetische Untersuchungen ordnen die Art in eine Klade mit anderen Arten aus dem Atlantik-nahen Regenwald ein („Atlantic forest clade“), innerhalb dieser Klade sind jedoch noch nicht alle Verwandtschaftsverhältnisse zweifelsfrei geklärt und bedürfen zum Teil weiterer taxonomischer Arbeit. Einige Populationen, die morphologisch Capsicum mirabile sehr ähnlich sind, wurden innerhalb dieser Klade als Schwesternklade zu Capsicum campylopodium und Capsicum cornutum identifiziert und wurden 2020 als eigenständige Art Capsicum carassense erstbeschrieben.